# Xyris laevigata
Xyris laevigata är en gräsväxtart som beskrevs av L.A.Nilsson. Xyris laevigata ingår i släktet Xyris och familjen Xyridaceae. Inga underarter finns listade i Catalogue of Life.